# Zentenarium
Der Ausdruck Zentenarium (v. lat. centum einhundert; centenarius hundertfach) bezeichnet die Feier anlässlich des hundertjährigen Jubiläums eines Ereignisses, eine Hundertjahrfeier.
Die Wurzeln des Jahrhundertfeierns liegen offensichtlich in dem Ideal der runden Zahl, historisch in dem im Mittelalter zur Stärkung der kirchlichen Finanzen ins Leben gerufenen päpstlichen Jubeljahr, das ursprünglich auf einen hundertjährigen Abstand festgelegt worden war.
Centenar, auch Zentenar, wird in der deutschen Sprache vorwiegend in Komposita benutzt.

## Beispiele
- Centenarfeier: zum einhundertsten Geburtstag Kaiser Wilhelm I., die sogenannte „Hundertjahrfeier“, dazu auch die Centenarmedaille, das Deutsche „Centenar-Sportfest“, das Sportdenkmal Berlin-Grünau
- Zentenar-Fraktur: eine Schrift, entworfen von Friedrich Hermann Ernst Schneidler anlässlich eines Wettbewerbs zum hundertjährigen Bestehen der Bauerschen Schriftgießerei in Frankfurt am Main (1937/1938)[1]
- Centenar-Ausgabe: sämtliche Werke Gerhart Hauptmanns zum hundertsten Geburtstag. Berlin: Propyläen, 1962–1974
- Centenar-Ausstellung: 1972 anlässlich des hundertsten Geburtstages von Ludwig Klages unter anderem im Schiller-Nationalmuseum Marbach.[2]
- Zentenaraufführung: Aufführung der Matthäus-Passion von Johann Sebastian Bach im Jahr 1829 durch Felix Mendelssohn Bartholdy zum vermeintlich 100. Jubiläum der Erstaufführung dieses Werks.[3]
- Robert-Walser-Centenar-Preis: 1978 zum hundertsten Geburtstag Robert Walsers einmalig verliehen an Ludwig Hohl